# 樱木町/爱好的宽度/梦之地图
《樱木町/爱好的宽度/梦之地图》是日本二人组合柚子（ゆず）的第20张单曲。2004年6月2日由其所属公司Senha&Company发售。